# Kulkija
Kulkija ("viajero" en finés) es el décimo álbum de estudio de la banda finesa de folk metal Korpiklaani. Fue lanzado el 7 de septiembre de 2018 por Nuclear Blast
En 2019, el álbum fue relanzado en una Edición Tour especial que incluye el disco extra Beer Beer, el cual está compuesto por varios artistas invitados por la banda para interpretar su canción homónima del álbum Voice of Wilderness en diferentes idiomas y versiones.
Kulkija recibió críticas positivas, con elogios hacia la banda por haber evolucionado en su sonido, acercándose a géneros como el doom metal y lo acústico, manteniendo su esencia clásica con elementos como canciones para beber, aunque algunos opinan que el álbum es no tan potente como su lanzamiento anterior, Noita.

## Lista de canciones
| N.º | Título               | Duración |  |
| 1.  | «Neito»              | 3:52     |  |
| 2.  | «Korpikuusen kyynel» | 4:07     |  |
| 3.  | «Aallon alla»        | 4:05     |  |
| 4.  | «Harmaja»            | 5:08     |  |
| 5.  | «Kotikonnut»         | 4:23     |  |
| 6.  | «Korppikalliota»     | 5:38     |  |
| 7.  | «Kallon malja»       | 9:46     |  |
| 8.  | «Sillanrakentaja»    | 6:44     |  |
| 9.  | «Henkselipoika»      | 3:56     |  |
| 10. | «Pellervoinen»       | 3:19     |  |
| 11. | «Riemu»              | 5:15     |  |
| 12. | «Kuin korpi nukkuva» | 3:56     |  |
| 13. | «Juomamma»           | 3:49     |  |
| 14. | «Tuttu on tie»       | 7:22     |  |

### Beer Beer (Edición Tour especial)
| N.º | Título                                                       | Duración |  |
| 1.  | «Kaljaa» (con Vesku Jokinen de Klamydia)                     | 2:36     |  |
| 2.  | «Bier Bier» (con Andreas "Gerre" Geremia de Tankard)         | 2:36     |  |
| 3.  | «Bíra Bíra» (con Fleret)                                     | 2:36     |  |
| 4.  | «Øl Øl» (con Trollfest)                                      | 2:36     |  |
| 5.  | «Shai Shai» (con Nytt Land)                                  | 2:36     |  |
| 6.  | «Birra Birra» (con Emilio Souto de Skiltron)                 | 2:36     |  |
| 7.  | «Пиво Пиво» (con Тролль Гнёт Ель)                            | 2:36     |  |
| 8.  | «Pivo Pivo» (con Meri Tadić)                                 | 2:36     |  |
| 9.  | «Μπύρα Μπύρα» (con Jesper Anastasiadis de Turisas)           | 2:36     |  |
| 10. | «Pivo Pivo» (con Milan Krištofik de Achsar)                  | 2:36     |  |
| 11. | «Beer Kill Kill» (con Steve "Zetro" Souza de Exodus (banda)) | 2:36     |  |
| 12. | «Beer Beer» (con Christopher Bowes de Alestorm)              | 2:36     |  |
| 13. | «Mellanöl» (con Viking Danielson de Svarta Ljuset)           | 2:36     |  |
| 14. | «Beer Beer» (con Heidevolk)                                  | 3:00     |  |

## Formación
- Jonne Järvelä - voz, guitarra acústica, mandolina, percusión, violafono
- Kalle "Cane" Savijärvi - guitarra, coros
- Jarkko Aaltonen - bajo
- Matti "Matson" Johansson - batería
- Sami Perttula - acordeón
- Tuomas Rounakari - violín

## Posicionamiento
| Ranking (2018)                      | Posición más alta |
| ----------------------------------- | ----------------- |
| Austria (Ö3 Austria)                | 72                |
| Finlandia (Suomen Virallinen Lista) | 24                |
| Alemania (Offizielle Top 100)       | 45                |
| Suiza (Schweizer Hitparade)         | 29                |